# Sofie Junge Pedersen
Sofie Junge Pedersen (Aarhus, 24 aprile 1992) è una calciatrice danese, di ruolo centrocampista, al luglio 2025 svincolata.

## Biografia
Fuori dal campo, è impegnata principalmente nell'ambito della sostenibilità ambientale.
Nell'agosto del 2022, ha cambiato il proprio numero di maglia alla Juventus, passando dal 14 al 2, come riferimento simbolico all'Accordo di Parigi del 2015, raggiunto alla COP21 dello stesso anno e che ha fissato come obiettivo primario mantenere l'aumento della temperatura media mondiale ben al di sotto di 2 °C rispetto ai livelli pre-industriali (e, possibilmente, limitarlo a 1,5 °C), al fine di ridurre significativamente i rischi e gli effetti dei cambiamenti climatici.
Nell'ottobre seguente, ha tenuto una lezione alle proprie compagne di squadra sull’importanza di azioni collettive e individuali per mitigare gli effetti del riscaldamento globale: per questo motivo, è poi diventata la prima calciatrice ad essere premiata con l’eBay Values Award, istituito dalla stessa azienda insieme alla FIGC e all'Università Bocconi di Milano.

## Carriera

### Club
Sofie Junge Pedersen ha iniziato a giocare a calcio all'età di sette anni nel club suburbano BMI di Aarhus. All'età di quattordici anni è passata allo VSK Aarhus, dove è arrivata presto in prima squadra, giocando per tre stagioni prima di passare al Fortuna Hjørring. Dopo tre stagioni è passata al club svedese Rosengård. La stagione 2016 della Junge Pedersen è stata compromessa a causa di un infortunio durante una sessione di allenamento. La stagione successiva, durante l'estate, si trasferì al club spagnolo Levante.
A fine 2018, durante la sessione invernale di calciomercato, si è trasferita in Italia, firmando con la Juventus, in Serie A. Sigla la prima rete in bianconero il 26 gennaio 2019, durante la vittoriosa trasferta contro l'Orobica (0-5). Inoltre, due mesi più tardi, è decisiva nella partita contro la Fiorentina, segnando di testa il gol vittoria.
Nell'estate 2023 viene annunciato il suo trasferimento all'Inter.

### Nazionale
Pedersen viene convocata dalla Federcalcio danese (DBU) per rappresentare la nazione vestendo la maglia delle giovanili danesi, nel 2007 nella selezione under 16, con la quale gioca 3 incontri segnando una rete, passando nello stesso anno alla under 17, dove in due anni viene impiegata in 19 occasioni segnando 3 reti, per passare poi alla formazione under 19 per raggiunti limiti di età ed infine alla under 23.
Grazie alle sue prestazione nelle giovanili, nel 2011 è inserita in rosa nella nazionale maggiore, selezionata per vestire la maglia della Danimarca invitata al Torneio Internacional Cidade de São Paulo 2011, dove debutta l'8 dicembre nella partita vinta per 4-0 sulle avversarie del Cile.

## Statistiche

### Presenze e reti nei club
Statistiche aggiornate al 25 aprile 2025.
| Stagione                | Squadra                 | Campionato              | Campionato | Campionato | Coppe nazionali | Coppe nazionali | Coppe nazionali | Coppe internazionali | Coppe internazionali | Coppe internazionali | Altre coppe | Altre coppe | Altre coppe | Totale | Totale |
| Stagione                | Squadra                 | Comp                    | Pres       | Reti       | Comp            | Pres            | Reti            | Comp                 | Pres                 | Reti                 | Comp        | Pres        | Reti        | Pres   | Reti   |
| ----------------------- | ----------------------- | ----------------------- | ---------- | ---------- | --------------- | --------------- | --------------- | -------------------- | -------------------- | -------------------- | ----------- | ----------- | ----------- | ------ | ------ |
| 2012-2013               | Fortuna Hjørring        | ED                      | ?          | ?          | CS              | ?               | ?               | UWCL                 | 4                    | 1                    | -           | -           | -           | 4+     | 1+     |
| 2013-2014               | Fortuna Hjørring        | ED                      | ?          | ?          | CS              | ?               | ?               | UWCL                 | 4                    | 0                    | -           | -           | -           | 4+     | 0+     |
| 2014-2015               | Fortuna Hjørring        | ED                      | ?          | ?          | CS              | ?               | ?               | UWCL                 | 4                    | 2                    | -           | -           | -           | 4+     | 2+     |
| Totale Fortuna Hjørring | Totale Fortuna Hjørring | Totale Fortuna Hjørring | ?          | ?          | -               | ?               | ?               | -                    | 12                   | 3                    | -           | -           | -           | 12+    | 3+     |
| 2015                    | Rosengård               | DS                      | 3          | 0          | CS              | 1               | 0               | -                    | -                    | -                    | -           | -           | -           | 4      | 0      |
| 2016                    | Rosengård               | DS                      | -          | -          | CS              | 2               | 0               | UWCL                 | 4                    | 0                    | -           | -           | -           | 6      | 0      |
| 2017                    | Rosengård               | DS                      | 3          | 0          | CS              | -               | -               | UWCL                 | 3                    | 0                    | -           | -           | -           | 6      | 0      |
| Totale Rosengård        | Totale Rosengård        | Totale Rosengård        | 6          | 0          | -               | 3               | 0               | -                    | 7                    | 0                    | -           | -           | -           | 16     | 0      |
| 2017-2018               | Levante                 | PD                      | 24         | 1          | CS              | 2               | 0               | -                    | -                    | -                    | -           | -           | -           | 26     | 1      |
| ago.-ott. 2018          | Vittsjö GIK             | DS                      | 11         | 1          | CS              | -               | -               | -                    | -                    | -                    | -           | -           | -           | 11     | 1      |
| nov. 2018-2019          | Juventus                | A                       | 10         | 3          | CI              | 3               | 0               | UWCL                 | -                    | -                    | SI          | -           | -           | 13     | 3      |
| 2019-2020               | Juventus                | A                       | 16         | 3          | CI              | 2               | 0               | UWCL                 | 2                    | 0                    | SI          | 1           | 0           | 21     | 3      |
| 2020-2021               | Juventus                | A                       | 14         | 3          | CI              | 3               | 1               | UWCL                 | -                    | -                    | SI          | 2           | 0           | 19     | 4      |
| 2021-2022               | Juventus                | A                       | 16         | 3          | CI              | 4               | 0               | UWCL                 | 11                   | 0                    | SI          | 2           | 0           | 33     | 3      |
| 2022-2023               | Juventus                | A                       | 19         | 2          | CI              | 3               | 0               | UWCL                 | 10                   | 0                    | SI          | 1           | 0           | 33     | 2      |
| Totale Juventus         | Totale Juventus         | Totale Juventus         | 75         | 14         | -               | 15              | 1               | -                    | 23                   | 0                    | -           | 6           | 0           | 119    | 15     |
| 2023-2024               | Inter                   | A                       | 13         | 2          | CI              | 2               | 0               | -                    | -                    | -                    | -           | -           | -           | 15     | 2      |
| 2024-2025               | Inter                   | A                       | 9          | 0          | CI              | 2               | 0               | -                    | -                    | -                    | -           | -           | -           | 11     | 0      |
| Totale Inter            | Totale Inter            | Totale Inter            | 22         | 2          | -               | 4               | 0               | -                    | -                    | -                    | -           | -           | -           | 26     | 2      |
| Totale carriera         | Totale carriera         | Totale carriera         | 138+       | 18+        | -               | 24+             | 1+              | -                    | 42                   | 3                    | -           | 6           | 0           | 210+   | 22+    |

## Palmarès
- Campionato svedese: 1

Rosengård: 2015
- Campionato danese: 1

Fortuna Hjørring: 2013-2014
- Campionato italiano: 4

Juventus: 2018-2019, 2019-2020, 2020-2021, 2021-2022
- Coppa Italia: 3

Juventus: 2018-2019, 2021-2022, 2022-2023
- Supercoppa italiana: 3

Juventus: 2019, 2020, 2021